# Смертельный спорт
«Смертельный спорт» (англ. Deathsport) — американский фантастический фильм 1978 года категории B режиссёра Аллана Аркуша и продюсера Роджера Кормана. В фильме снимались Дэвид Кэррадайн и Playmate Клаудия Дженнингс. Это был один из последних фильмов Дженнингс перед её смертью.

## Сюжет
Действие картины происходит в 3000 году. Мир пережил сильнейшие катастрофы и превратился в огромную выжженную пустыню. Человеческая цивилизация уничтожена. Главное развлечение остатков человечества — гонки на мотоциклах — очень опасное состязание.

## В ролях
| Актёр             | Роль         |
| ----------------- | ------------ |
| Дэвид Кэррадайн   | Каз Ошей     |
| Клаудия Дженнингс | Динир        |
| Ричард Линч       | Анкар Мор    |
| Уильям Смитерс    | доктор Карл  |
| Уилл Уолкер       | Маркус Карл  |
| Дэвид Маклин      | лорд Зирпола |

## Производство

### Создание
Фильм был задуман как продолжение фильма Смертельные гонки 2000 (1975), только с мотоциклами вместо автомобилей.
Аллан Аркуш, работавший в то время в New World, вспоминал, что Корман «предлагал его [фильм] всем, и никто не хотел его снимать, потому что он был действительно недоделанным, а «Смертельная гонка 2000» был действительно хорошим фильмом».
В интервью 2005 года Дэвид Кэррадайн сказал, что Корман советовал ему не сниматься в «Смертельном спорте»: «Он был прав. Я понял это в тот момент, когда увидел кадр. Он предупреждал меня, и я не послушал. Он был полон решимости не платить никому, кроме меня. Он не хотел вкладывать в это деньги. Он заплатил мне столько, сколько я стоил тогда - это было сразу после картины Ингмара Бергмана - и это был почти весь бюджет фильма».